# Fernando Podestá
Fernando Podestá (Buenos Aires, Argentina, 10 de marzo de 1992) es un basquetbolista argentino que se desempeña como ala-pívot en Argentino de Junín de la Liga Nacional de Básquet.

## Trayectoria
Podestá surgió de la cantera de Vélez Sarsfield, club con el cual disputó la Liga B. Jugó luego en la Liga Nacional de Básquet vistiendo las camisetas de Peñarol y Estudiantes Concordia, antes de sumarse a Unión de Santa Fe, equipo que militaba en el Torneo Nacional de Ascenso. 
Con los santafesinos se consolidó en su juego, razón por la cual retornó a la LNB a fines de abril de 2016, cuando Obras Basket lo fichó como sustituto de un lesionado Juan Gutiérrez. Al culminar el certamen, se reincorporó a Unión de Santa Fe para disputar su tercera temporada en el TNA.
A mediados de 2017, luego de haber actuado en el Torneo Prefederal con Los Indios de Moreno, fichó con Hispano Americano de la LNB. En el club santacruceño permaneció dos años, jugando 56 partidos oficiales. 
Fue contratado por Quimsa en agosto de 2019, sin embargo, dos meses después, se desvinculó de la institución santiagueña para poder realizar un tratamiento médico sobre una lesión en la espalda que le dificultaba jugar. En ese breve lapso que fue parte del plantel de Quimsa, Podésta no llegó a actuar en ningún partido oficial con el club.
Ya recuperado de su lesión tras un año de rehabilitación, Podestá volvió a jugar profesionalmente en la LNB, actuando en clubes como Olímpico, La Unión de Formosa y San Lorenzo.
En julio de 2023 fue contratado por Gimnasia y Esgrima de Comodoro Rivadavia.

### Clubes
| Club                           | País      | Año         |
| ------------------------------ | --------- | ----------- |
| Vélez Sarsfield                | Argentina | 2009 - 2012 |
| Peñarol                        | Argentina | 2012 - 2013 |
| Estudiantes Concordia          | Argentina | 2013 - 2014 |
| Unión de Santa Fe              | Argentina | 2014 - 2016 |
| Obras Basket                   | Argentina | 2016        |
| Unión de Santa Fe              | Argentina | 2016 - 2017 |
| Los Indios                     | Argentina | 2017        |
| Hispano Americano              | Argentina | 2017 - 2019 |
| Olímpico                       | Argentina | 2020 - 2021 |
| La Unión de Formosa            | Argentina | 2021 - 2022 |
| San Lorenzo                    | Argentina | 2022 - 2023 |
| Gimnasia de Comodoro Rivadavia | Argentina | 2023 - 2024 |
| Argentino de Junín             | Argentina | 2024 - Act. |

## Selección nacional
Podestá integró los seleccionados juveniles de baloncesto de Argentina, formando parte de la camada que disputó el Campeonato Sudamericano de Baloncesto Sub-17 de 2009, el Campeonato FIBA Américas Sub-18 de 2010 y el Campeonato Mundial de Baloncesto Sub-19 de 2011.
Asimismo en el año 2010 fue parte del plantel que participó del Torneo Albert Schweitzer en Mannheim, Alemania, y de los Juegos ODESUR en Medellín, Colombia.